# Godartiana muscosa
Godartiana muscosa är en fjärilsart som beskrevs av Butler 1870. Godartiana muscosa ingår i släktet Godartiana och familjen praktfjärilar. Inga underarter finns listade i Catalogue of Life.